# Кастрица
Кастрѝца (на гръцки: Καστρίτσα, до 1927 година Μπαρκμάδι, Баркмади) е село в Северозападна Гърция, дем Янина, област Епир. Според преброяването от 2001 година населението му е 668 души.

## География
Селото е разположено в Янинската котловина на 5 километра югоизточно от град Янина.